# Armando Julio de Urioste Arana
Armando Julio de Urioste Arana (10 de octubre de 1887 - 6 de noviembre de 1951) fue un empresario y Magnate  que, al momento de su muerte, era uno de los hombres más millonarios de la ciudad de La Paz. Urioste nació en el seno de una de las familias de élite de Bolivia, fue pariente de varios presidentes bolivianos, incluidos José Miguel de Velasco, Tomás Frías y Mariano Enrique Calvo. También fue esposo de una de las feministas más famosas del país, María Luisa Sánchez Bustamante de Urioste.

## Juventud y familia
Nació en la capital de Bolivia, Sucre, perteneciendo a una de las familias más distinguidas de su país. Sus padres fueron Atanasio de Urioste Velasco y Adela Arana. Su bisabuelo paterno, don Atanasio de Urioste de las Carreras, fue un mercader y empresario destacado que estableció a la familia Urioste como una de las más importantes de Sucre.

## De Sucre a La Paz
Oriundo de Sucre, Urioste decidió mudarse a La Paz en el año de 1910. Para entonces, La Paz ya estaba reemplazando a Sucre como el centro del país. Especialmente después de la Guerra Federal de 1899, La Paz se había convertido rápidamente en la ciudad más importante de Bolivia.
Con la revolución industrial extendiéndose por todo el mundo, Bolivia, junto al resto de América Latina, ahora había tomado la iniciativa de comenzar a construir su complejo industrial. Urioste fue una gran parte de esto, ya que fue el fundador de la primera fábrica de cemento del país. Esto lo convirtió en un pionero del industrialismo en La Paz y rápidamente en uno de los hombres más ricos de la ciudad. Urioste continuó expandiendo su fortuna al fundar la primera empresa constructora en La Paz. Como tal, llegó a ocupar un papel importante en el desarrollo industrial y urbano de la ciudad. Además, ostentaba el título de presidente del Club La Paz y del Círculo de La Unión, organización que en ese momento sólo contaba con los miembros más distingudos de la sociedad Boliviana.

## Matrimonio
Urioste se casó con una de las feministas más famosas de Bolivia, María Luisa Sánchez Bustamante. Ella fue una de las activistas más importantes en la pelea para el sufragio femenino en Bolivia. 
Fue hija de un destacado político, Daniel Sánchez Bustamante. El matrimonio produjo dos hijos, Marcelo y Armando.